# Mittageisen
Mittageisen è un singolo del gruppo musicale inglese Siouxsie and the Banshees, pubblicato il 29 giugno 1979 inizialmente solo in Germania Ovest e cantato in tedesco.

## Il disco
La canzone appare per la prima volta sull'album d'esordio del gruppo, The Scream del 1978, con il titolo Metal Postcard (Mittageisen). Il brano è stato registrato di nuovo nel 1979 con il testo cantato in tedesco per essere pubblicato in Germania Ovest. In settembre dello stesso anno, la Polydor lo ha pubblicato anche sul mercato britannico in 7", sempre prodotto da Nils Stevenson e da Mike Stavrou.
Il titolo Mittageisen è un gioco di parole tra il tedesco "Mittagessen" (cioè "pranzo") e "Eisen" (cioè "ferro"), Il titolo è stato ispirato dal collage Hurrah, die Butter ist Alle! di John Heartfield, (Urrà, il burro è finito!), che è stato utilizzato anche come copertina del singolo.
Il collage di Heartfield è stato inizialmente utilizzato sulla prima pagina dell'Arbeiter-Illustrierte-Zeitung (Giornale Illustrato dei Lavoratori), pubblicato il 19 dicembre 1935. Heartfield (1891-1968) è stato uno dei primi membri del Dadaismo, che è nato nel 1916 come Cabaret Voltaire a Zurigo. L'immagine con il titolo 'Hurrah, die Butter ist alle! / Urrà, il burro è finito!' mostra una famiglia che mangia vari pezzi di metallo. Il grilletto perché era la seguente citazione da Hermann Göring: "Il ferro ha sempre fatto una nazione forte, il burro e lo strutto fatto solo il grasso della gente".
Mittageisen è stato composto da Siouxsie Sioux, John McKay, Kenny Morris e Steven Severin. I testi sono stati tradotti in tedesco dal loro manager Dave Woods e da una signora di nome Renate. Il singolo è stato dedicato a John Heartfield.
Il lato B Love in a Void è stato composto da Siouxsie e dal primo chitarrista di breve durata dei Banshees Peter Fenton. Il brano era uno dei primi pezzi preferiti dal vivo; è stata anche la prima canzone della loro prima sessione da John Peel, registrato alla fine di novembre 1977. Love in a Void non era stato registrato dalla Polydor fino a questa pubblicazione.
La versione pubblicata come singolo per il mercato britannico il 14 settembre 1979, è stata promossa a doppio lato A, ma solo Mittageisen si è classificata, raggiungendo la quarantasettesima posizione.

### Versioni
- 29-giu-1979 – Siouxsie and the Banshees, Mittageisen, 45gg, Polydor 2059 151, Germania[4]. La versione del singolo è pubblicata con Love in a Void come lato B, la quale non fa parte dell'album Join Hands ma è stata inclusa (ma non Mittageisen), nella raccolta della band Once Upon a Time: The Singles del 1981 che ha raggruppato tutti i lati A fino a quel momento e, in seguito, come bonus track nella versione rimasterizzata di Join Hands del 2006. Mittageisen compare invece nella raccolta dei Lati-B, Downside Up.
- 14-set-1979 – Siouxsie and the Banshees, Mittageisen, 45gg, Polydor 2059 151, Regno Unito[5].

### Cover
- Nel 1997 i Massive Attack hanno campionato Mittageisen e ne hanno fatto una cover intitolandola Superpredators (Metal Postcard) per la colonna sonora del film The Jackal[6].
- Il gruppo di black metal Darkthrone ha registrato una cover di Love in a Void nel loro EP Too Old, Too Cold, pubblicato nel 2006.

Inoltre, il brano ha ispirato il nome del gruppo svizzero Mittageisen.

## Tracce
7" (Edizione originale tedesca)
Lato 1
1. Mittageisen - 4:05 (testo: Sioux - musica: Sioux, Morris, McKay, Severin)

Lato 2
1. Love in a Void - 2:30 (testo: Severin - musica: Sioux, Morris, Severin, Fenton)

## Formazione
- Siouxsie Sioux - voce
- John McKay - chitarra
- Steven Severin - basso
- Kenny Morris - batteria, percussioni